# Rolleston (rivière)
Pour les articles homonymes, voir Rolleston.
La rivière Rolleston  (en anglais : Rolleston River) est un cours d’eau de la région de la West Coast dans l’Île du Sud de la Nouvelle-Zélande.

## Géographie
Elle s’écoule vers le nord à partir de son  origine sur les pentes nord du mont Rolleston avant de tourner vers le nord-est pour atteindre la rivière Otira à 5 kilomètres au nord du col d’Arthur's Pass.